# Estação Máximo Gómez
A Estação Máximo Gómez é uma das estações do Metrô de Santo Domingo, situada em Santo Domingo, entre a Estação Hermanas Mirabal e a Estação Los Taínos. Administrada pela Oficina para el Reordenamiento del Transporte (OPRET), faz parte da Linha 1.
Foi inaugurada em 29 de janeiro de 2009. Localiza-se no cruzamento da Avenida Máximo Gómez com a Avenida Paseo de Los Reyes Católicos.